# 威廉斯·奈斯坎南

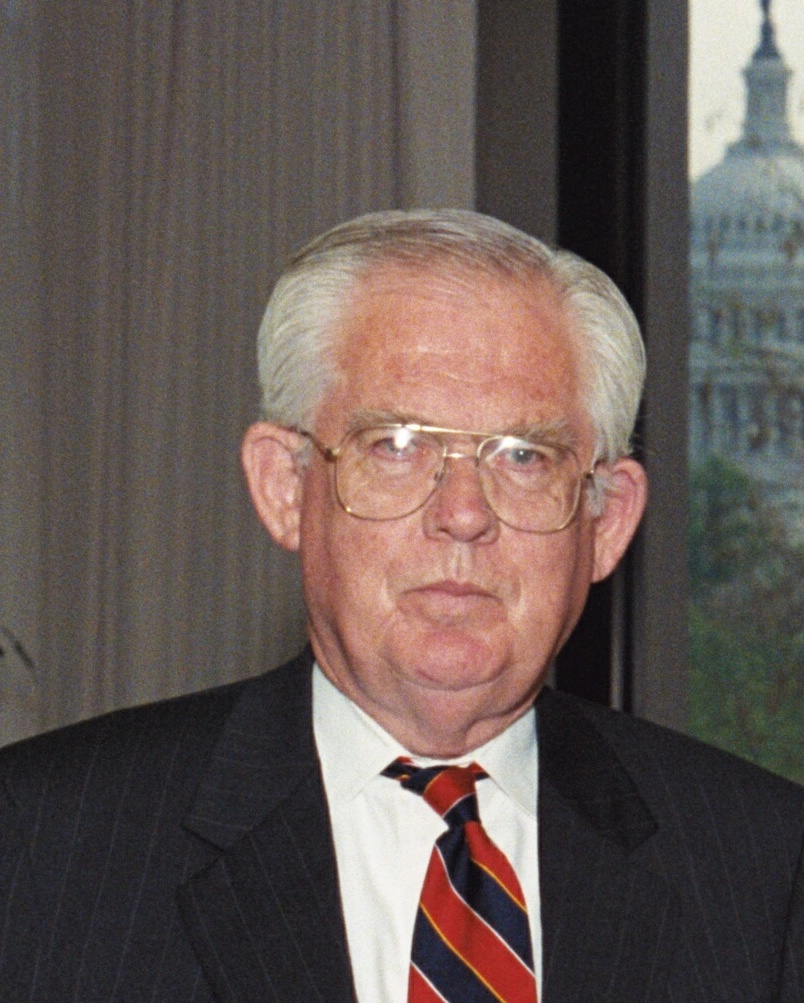

威廉·奈斯坎南（William Arthur Niskanen ，1933年3月3日—2011年10月26日）是美國經濟學家，主要成就是公共選擇理論、官僚模型，也是雷根經濟學計劃的成員之一。